# Zavodskoi (Uliànovsk)
|  | Per a altres significats, vegeu «Zavodskoi». |

Zavodskoi (en rus: Заводской) és un poble (un possiólok) de l'óblast d'Uliànovsk, a Rússia, que el 2010 tenia 48 habitants. Pertany al districte municipal de Kuzovàtovo.